# Condette
Condette ist eine französische Gemeinde mit 2.456 Einwohnern (Stand: 1. Januar 2022) im Département Pas-de-Calais in der Region Hauts-de-France. Sie gehört zum Arrondissement Boulogne-sur-Mer und zum Kanton Outreau. Die Einwohner werden Condettois genannt.

## Geographie
Die Gemeinde Condette liegt fünf Kilometer von der Opalküste des Atlantiks entfernt und ist Teil des Regionalen Naturparks Caps et Marais d’Opale. Nachbargemeinden von Condette sind Saint-Étienne-au-Mont im Westen und Norden, Isques im Nordosten, Hesdin-l’Abbé und Hesdigneul-lès-Boulogne im Osten, Verlincthun im Südosten, Nesles im Süden sowie Neufchâtel-Hardelot im Südwesten und Westen. Durch die Gemeinde führt die Autoroute A16.

## Bevölkerungsentwicklung
| Jahr                       | 1962 | 1968 | 1975 | 1982 | 1990 | 1999 | 2006 | 2012 | 2022 |
| -------------------------- | ---- | ---- | ---- | ---- | ---- | ---- | ---- | ---- | ---- |
| Einwohner                  | 1420 | 1611 | 1869 | 2084 | 2392 | 2675 | 2596 | 2574 | 2456 |
| Quellen: Cassini und INSEE |      |      |      |      |      |      |      |      |      |

## Sehenswürdigkeiten
- Kirche Saint-Martin aus dem 15. Jahrhundert
- Burg Hardelot aus dem 13. Jahrhundert, Monument historique
- Villa Les Tourelles, Monument historique
- Herrenhaus Grand Moulin, Monument historique seit 1998

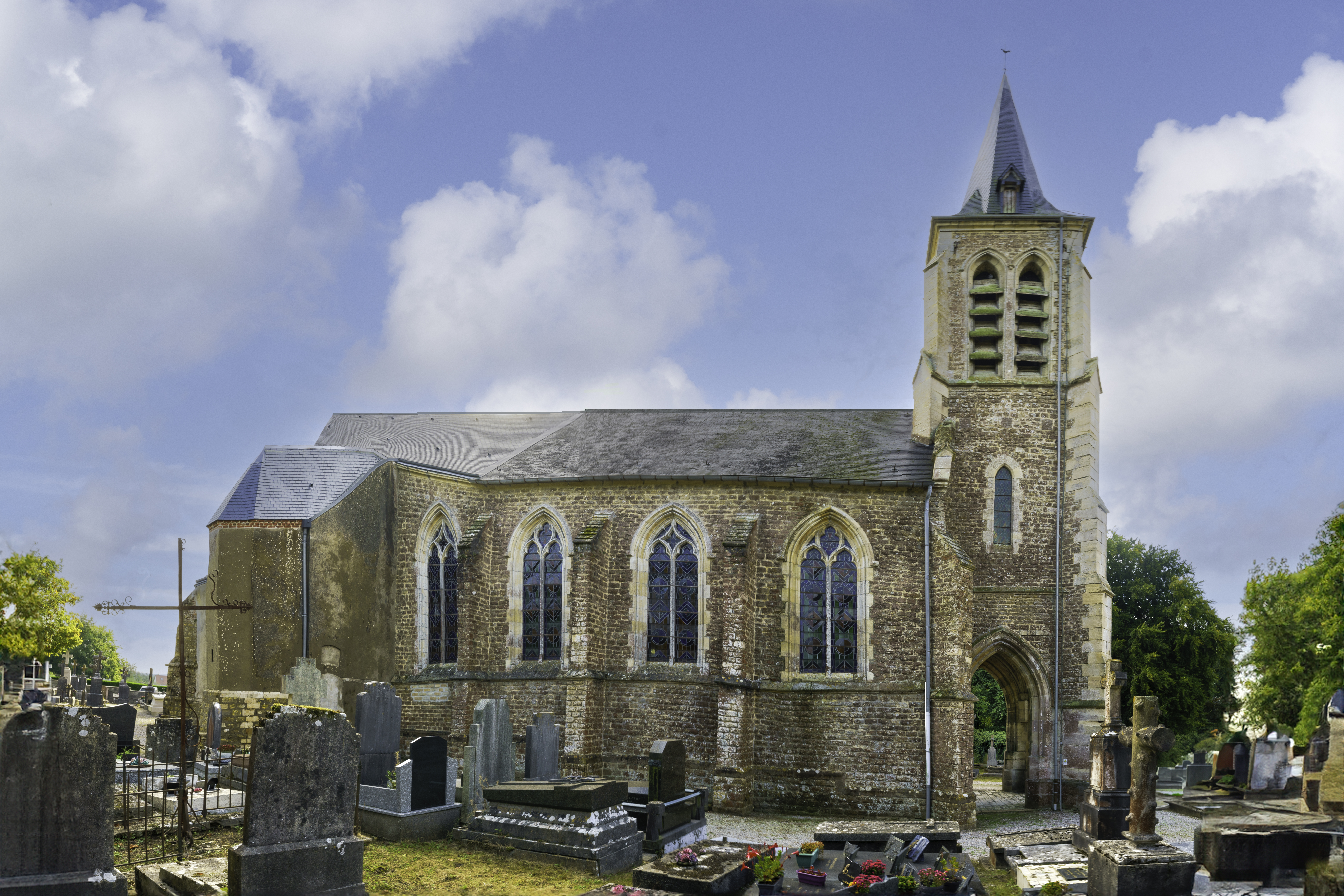
Kirche Saint-Martin
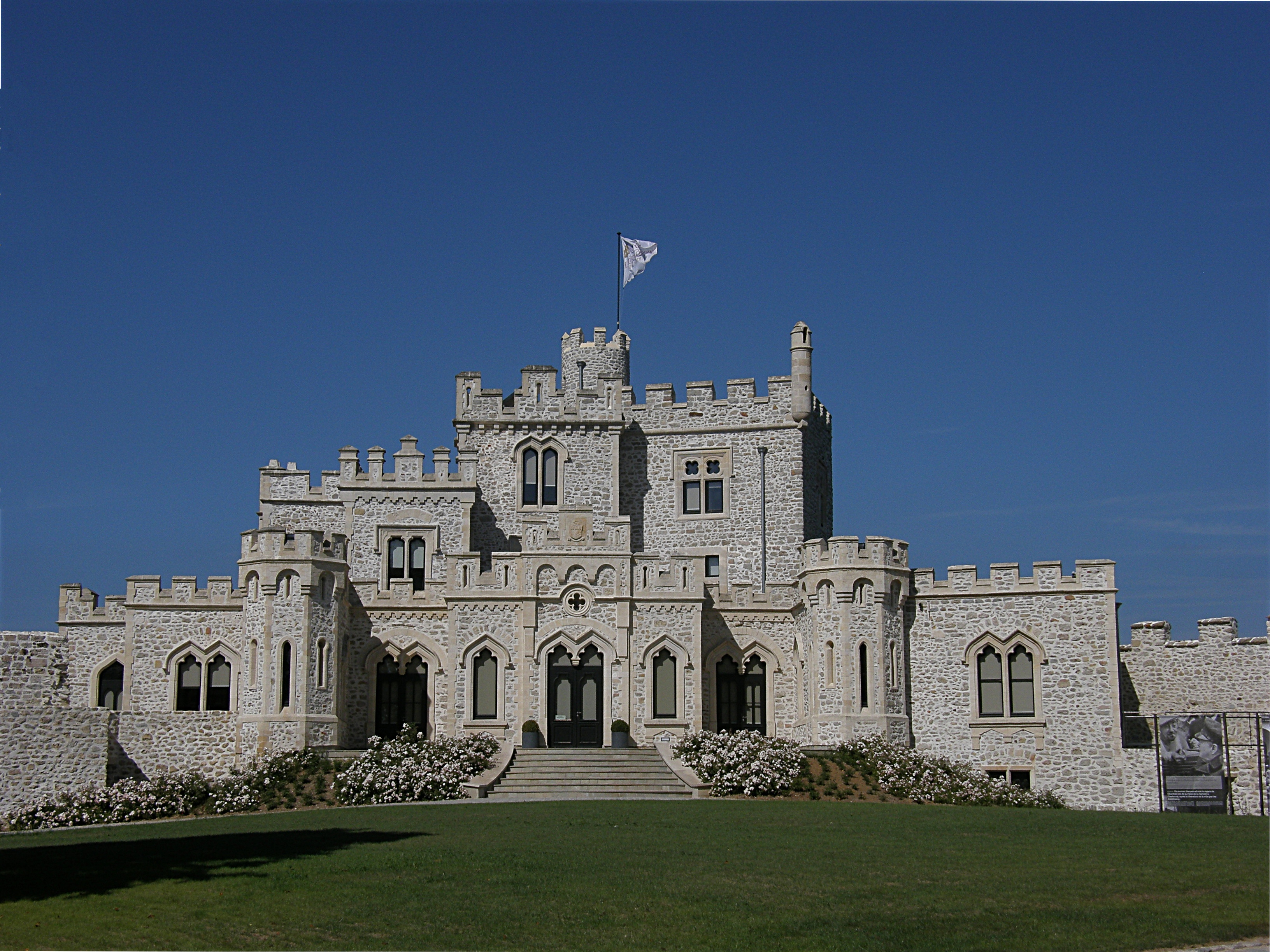
Burg Hardelot
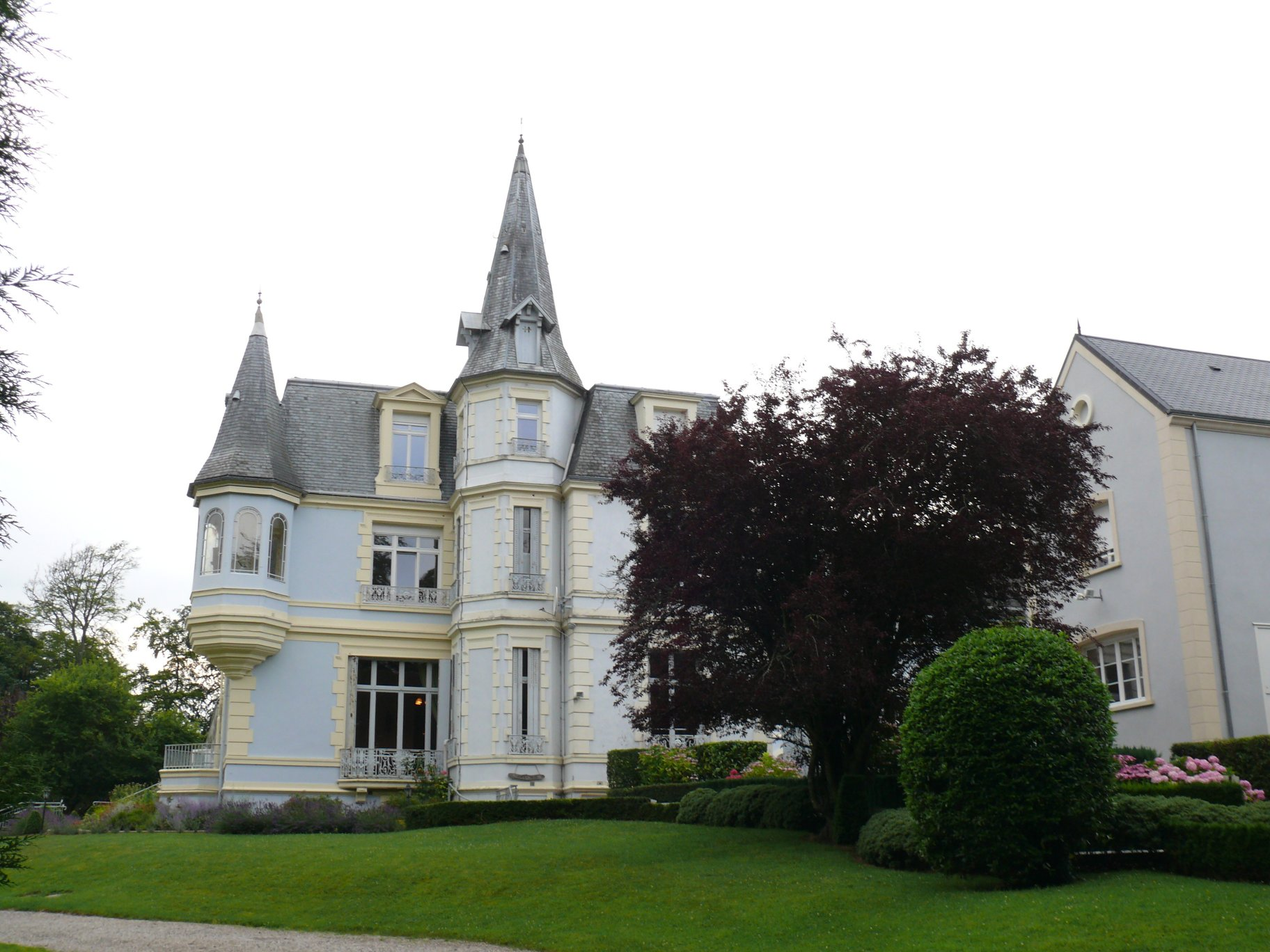
Villa Les Tourelles
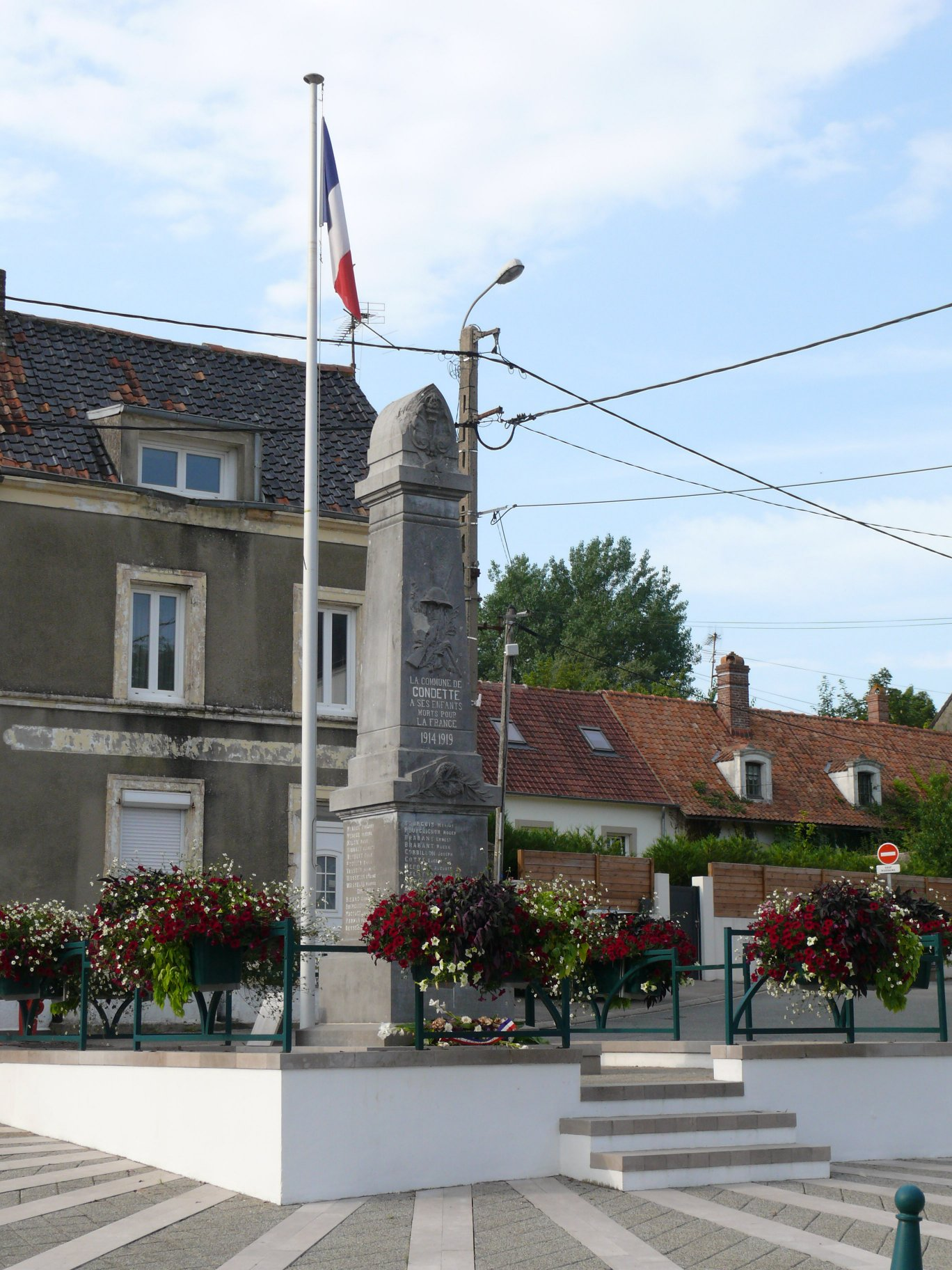
Gefallenendenkmal

## Gemeindepartnerschaft
Mit der deutschen Gemeinde Nauort in Rheinland-Pfalz besteht eine Partnerschaft.

## Persönlichkeiten
- Guy d’Hardelot (1858–1936), Sängerin, Gesangslehrerin und Komponistin, in Condette geboren